# Jan Ciharau
Jan Alaksandrowicz Ciharau, biał. Ян Аляксандравіч Цігараў, ros. Ян Александрович Тигарев, Jan Aleksandrowicz Tigariew (ur. 10 marca 1984 w Mińsku, Białoruska SRR) – białoruski piłkarz, grający na pozycji obrońcy, reprezentant Białorusi, piłkarz plażowy.

## Kariera piłkarska

### Kariera klubowa
Wychowanek DJuSSz Żodino. Pierwszy trener Leanid Chripacz. W 2002 rozpoczął karierę piłkarską w Dynamie Mińsk. Latem 2007 przeszedł do ukraińskiego Metałurha Zaporoże. 1 marca 2011 podpisał 2,5-letni kontrakt z rosyjskim klubem Tom Tomsk.
W 2012 r. przeszedł do Lokomotiwu Moskwa. W 2015 powrócił do Dynama Mińsk.

#### Piłka nożna plażowa
W 2017 roku Ciharau zadebiutował w rozgrywkach beach soccera debiutując w drużynie BATE.

### Kariera reprezentacyjna
W reprezentacji Białorusi wystąpił 34 razy.

## Sukcesy i odznaczenia

### Sukcesy klubowe
- mistrz Białorusi: 2004
- wicemistrz Białorusi: 2005, 2006
- brązowy medalista Mistrzostw Białorusi: 2003
- zdobywca Pucharu Białorusi: 2003